# Aarón Castellanos
Aarón Castellanos é uma comuna argentina do departamento General López na província de Santa Fé, a 449 km da capital provincial, Santa Fe de la Vera Cruz.
A comuna foi criada em 21 de fevereiro de 1911.

## Toponímia
Em homenagem a Aarón Castellanos, considerado como o padre da emigração européia na Argentina.

## Santo Padroeiro
- Cristo Redentor, 4 de outubro

## Escolas de Educação Comum e Adultos
- Centro ALFABetizador Nº 253 (ESC. 1039)
- Anexo Luis Rey
- San Francisco

## Escolas de Educação Superior
- María Reina de las Famílias

## Locais Turísticos
- La Picasa

## Esportes
- Club I.R.S.A. de Bochas